# 名古屋市立明徳小学校
名古屋市立明徳小学校（なごやしりつ めいとくしょうがっこう）は、愛知県名古屋市港区小碓三丁目にある公立小学校。

## 概要
- 小碓一丁目、小碓二丁目、小碓三丁目、小碓四丁目、小碓町字三十三番割、小碓町字西亥新田、正徳町6丁目の一部、正保町8丁目の一部、明正一丁目、明正二丁目などが通学区域であり、公立中学校の進学先は名古屋市立当知中学校である[1]

## 沿革
- 1968年（昭和43年）4月 - 名古屋市立小碓小学校の分校として設置される。
- 1970年（昭和45年）4月 - 名古屋市立明徳小学校として独立し、開校する。
- 1976年（昭和51年）4月 - 分校を設置する。
- 1978年（昭和53年）4月 - 分校が名古屋市立当知小学校として独立する。

## 交通アクセス
- 名古屋市営バス【幹神宮1系統】、【高畑13号系統】、【高畑16号系統】、【東海12号系統】、【港巡回系統】「当知三丁目」バス停より徒歩約6分。
- 名古屋臨海高速鉄道あおなみ線港北駅下車、徒歩約20分。

## 周辺施設
- 名古屋市立当知中学校
- 名古屋市立当知小学校
- 名古屋市立小碓小学校
- 名古屋市立西中島小学校
- 小碓中央公園
- ポートウォークみなと